# Cicernakaberd
Kompleks Pamięci Ludobójstwa Ormian (orm.  Հայոց ցեղասպանության զոհերի հուշահամալիր, Hajoc ceghaspanutjan zoheri huszahamalir) – zbudowany w 1967 roku na wzgórzu Cicernakaberd (wymowaⓘ, orm. „Twierdza Jaskółki” Ծիծեռնակաբերդ) kompleks pomnikowy w Erywaniu poświęcony ofiarom ludobójstwa Ormian w 1915 roku. Corocznie w dniu 24 kwietnia w Dzień Pamięci o Ludobójstwie pomnik staje się miejscem uroczystości poświęconych pamięci ofiar ludobójstwa.
Na przestrzeni lat pomnik odwiedziło wielu polityków, artystów, muzyków, sportowców i osobistości religijnych z całego świata. W 1995 roku został otwarty Instytut Muzeum Ludobójstwa Ormiańskiego.

## Historia
Ludobójstwo Ormian 1915 roku przez wiele dziesięcioleci nie zostało upamiętnione pomnikiem. Dopiero manifestacje ludności Erywania w pięćdziesięciolecie zbrodni w roku 1965 zmusiły władze radzieckiej Armenii do wzniesienia pomnika – miejsca pamięci narodowej Ormian żyjących w ojczyźnie i w diasporze.
Na miejsce budowy kompleksu pomnikowego wybrano wzgórze Cicernakaberd wznoszące się nad rzeką Hrazdan. Na konkurs rozpisany w marcu 1965 nadesłano 78 projektów, z których wybrano cztery do finałowej selekcji. Ostatecznie zwyciężył projekt architektów Kałaszjana i Chaczatrjana.
Budowa trwała dwa lata, niektóre elementy powstawały do połowy lat 90. XX wieku.

## Kompleks pomnikowy
Pomnik składa się z trzech elementów: obelisku o wysokości 44 metrów, dwunastu pochylonych pylonów otaczających kręgiem wieczny ogień oraz ściany pamięci o długości stu metrów z nazwami miejscowości, z których pochodziły ofiary ludobójstwa. Na odwrocie ściany umieszczono tablice poświęcone politykom, którzy protestowali przeciwko ludobójstwu, jak Franz Werfel, Henry Morgenthau, Fridtjof Nansen i papież Benedykt XV.
W 1995 otwarto muzeum ludobójstwa (architekci Kałaszjan i Mkrtczjan, rzeźbiarz Arakeljan) o dwóch podziemnych kondygnacjach o powierzchni 2000 m². Muzeum ukryte jest w zboczu wzgórza. W muzeum znajduje się sala widowiskowa imienia Komitasa o 170 miejscach. W setną rocznicę ludobójstwa w Muzeum otwarto nową wystawę stałą.
W pobliżu muzeum przebiega parkowa aleja, przy której sadzone są drzewa upamiętniające ofiary zbrodni.

## Galeria

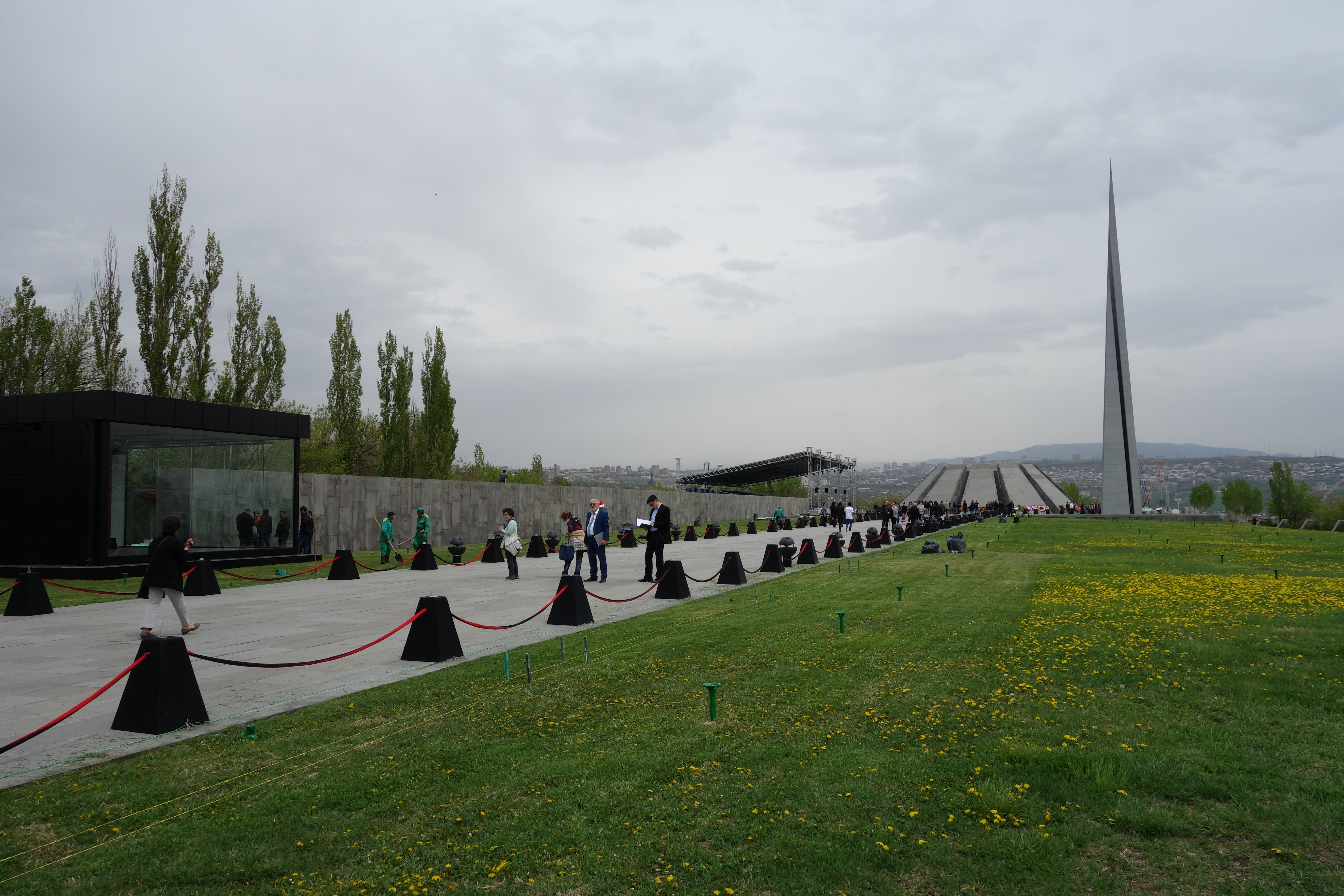
Pomnik ludobójstwa Ormian w Erywanie
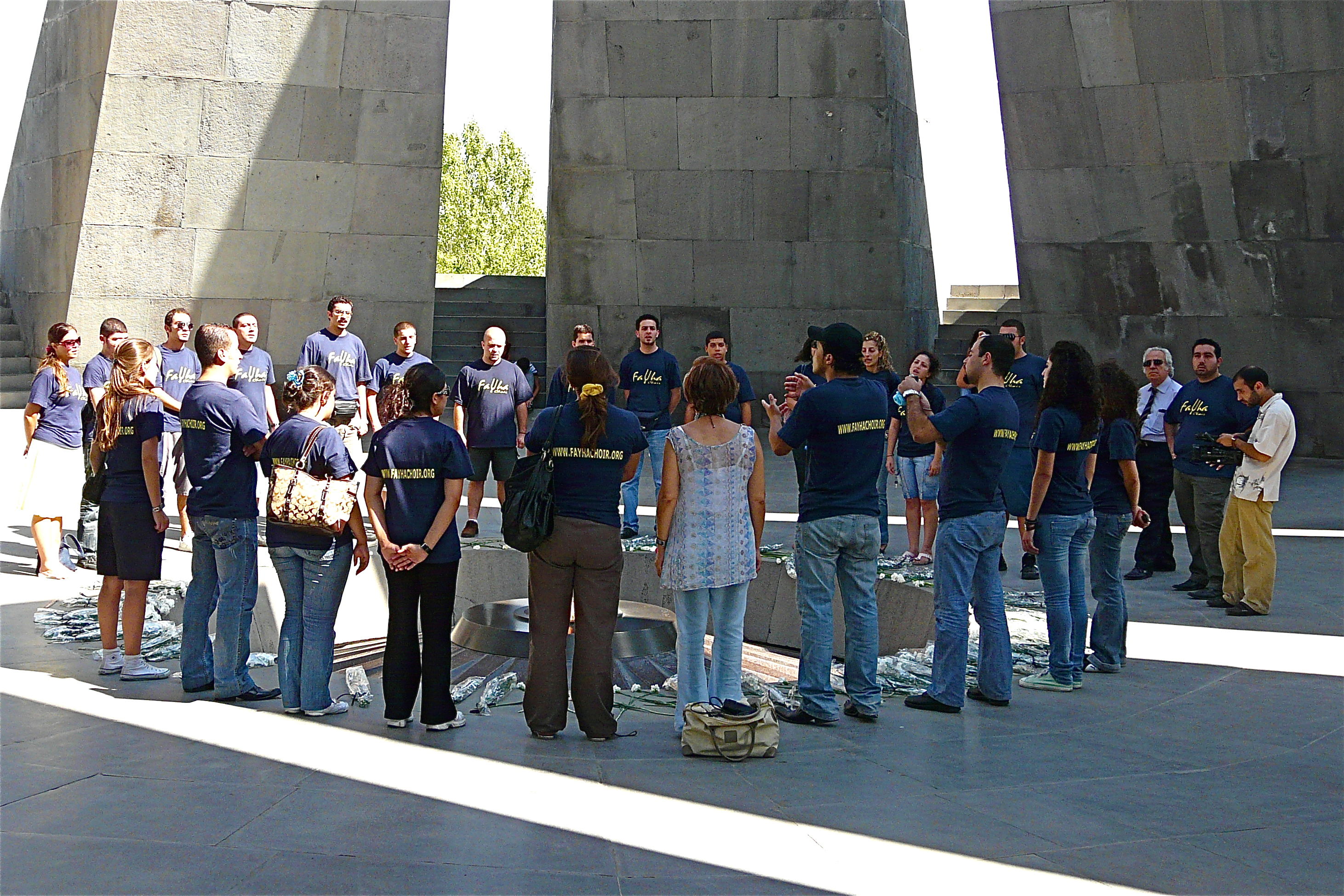
Zwiedzający wokół wiecznego ognia
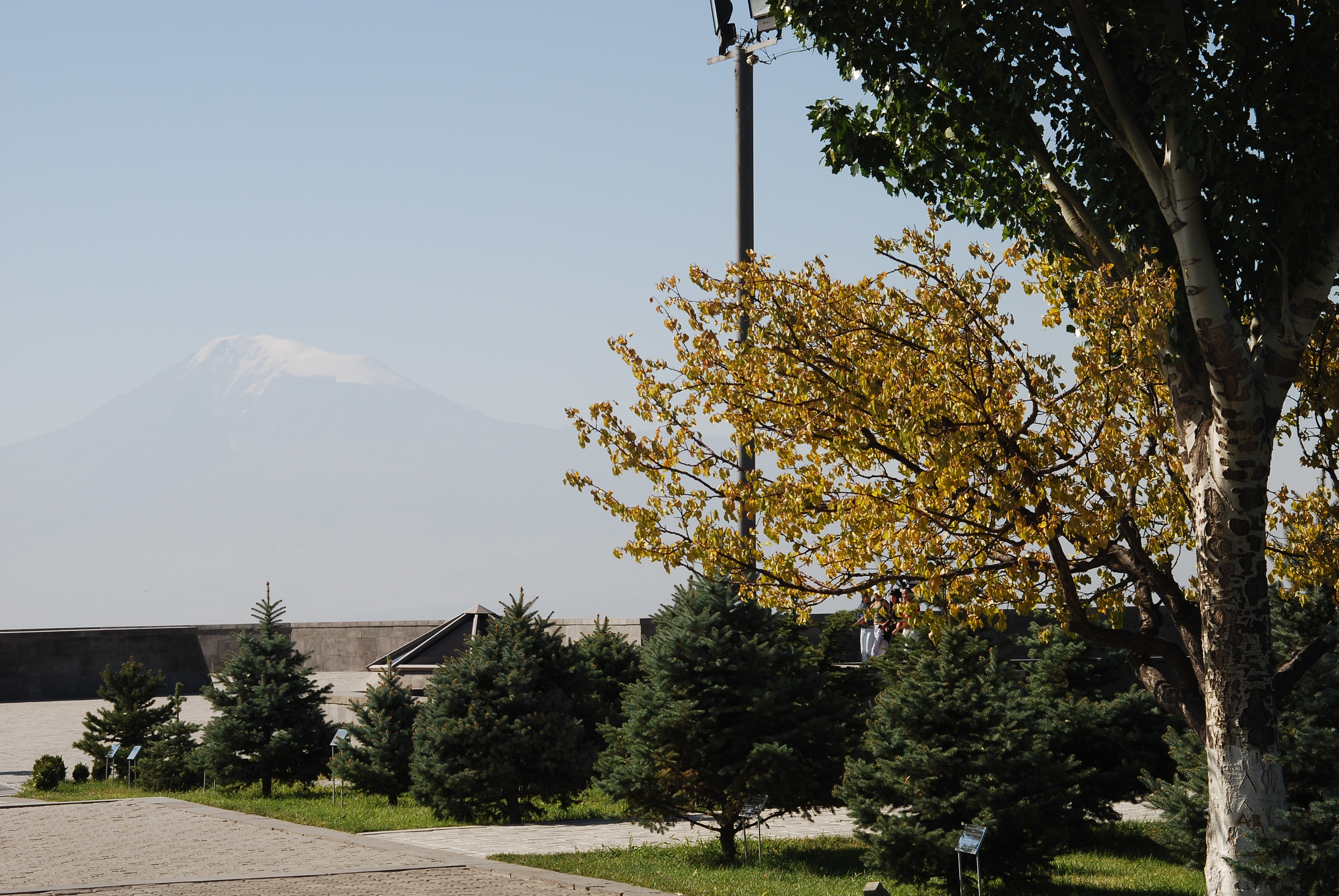
Drzewa w alei pamięci
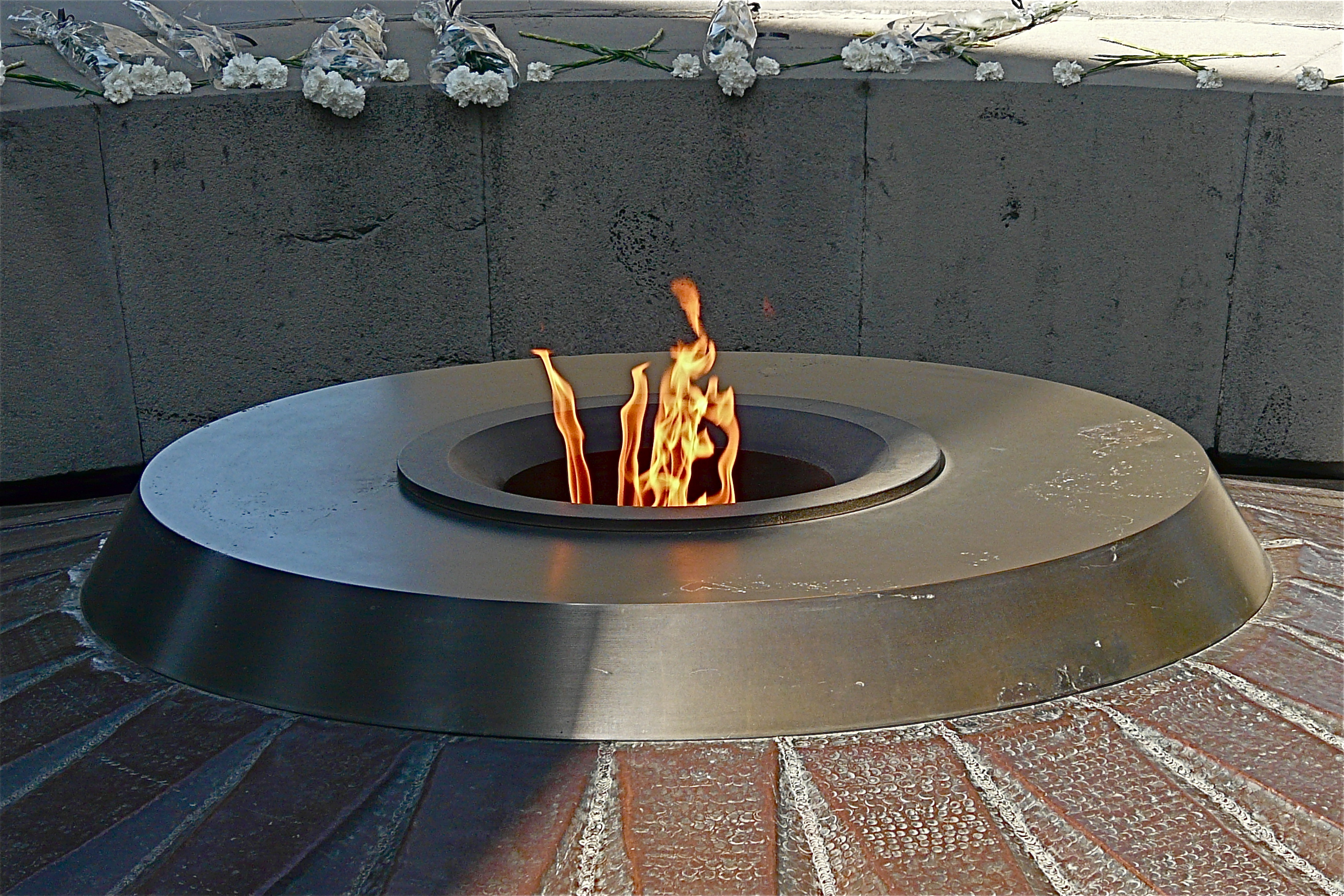
Wieczny ogień
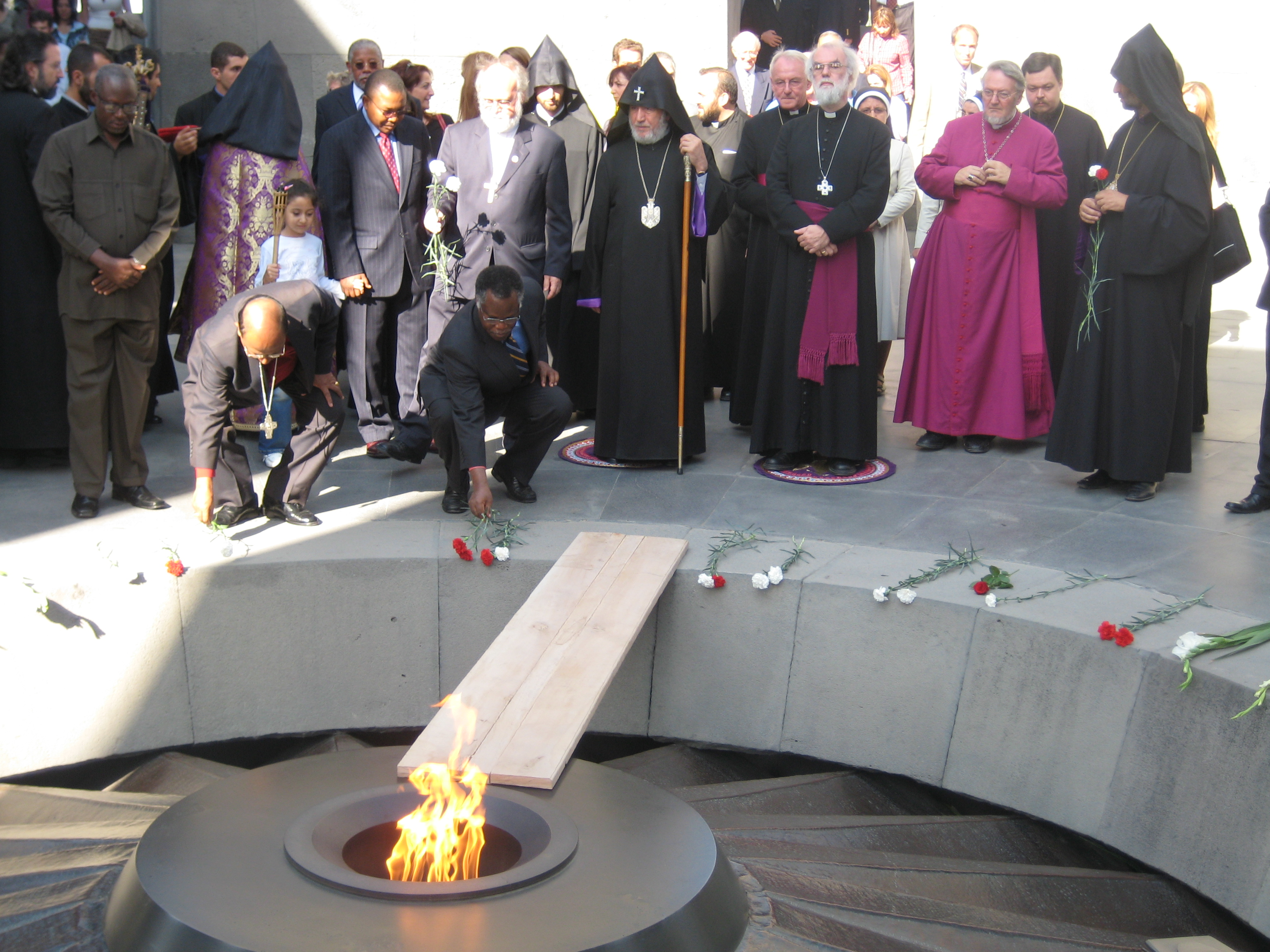
Katolikos Karekin II i arcybiskup Anglii Rowan Williams przy pomniku
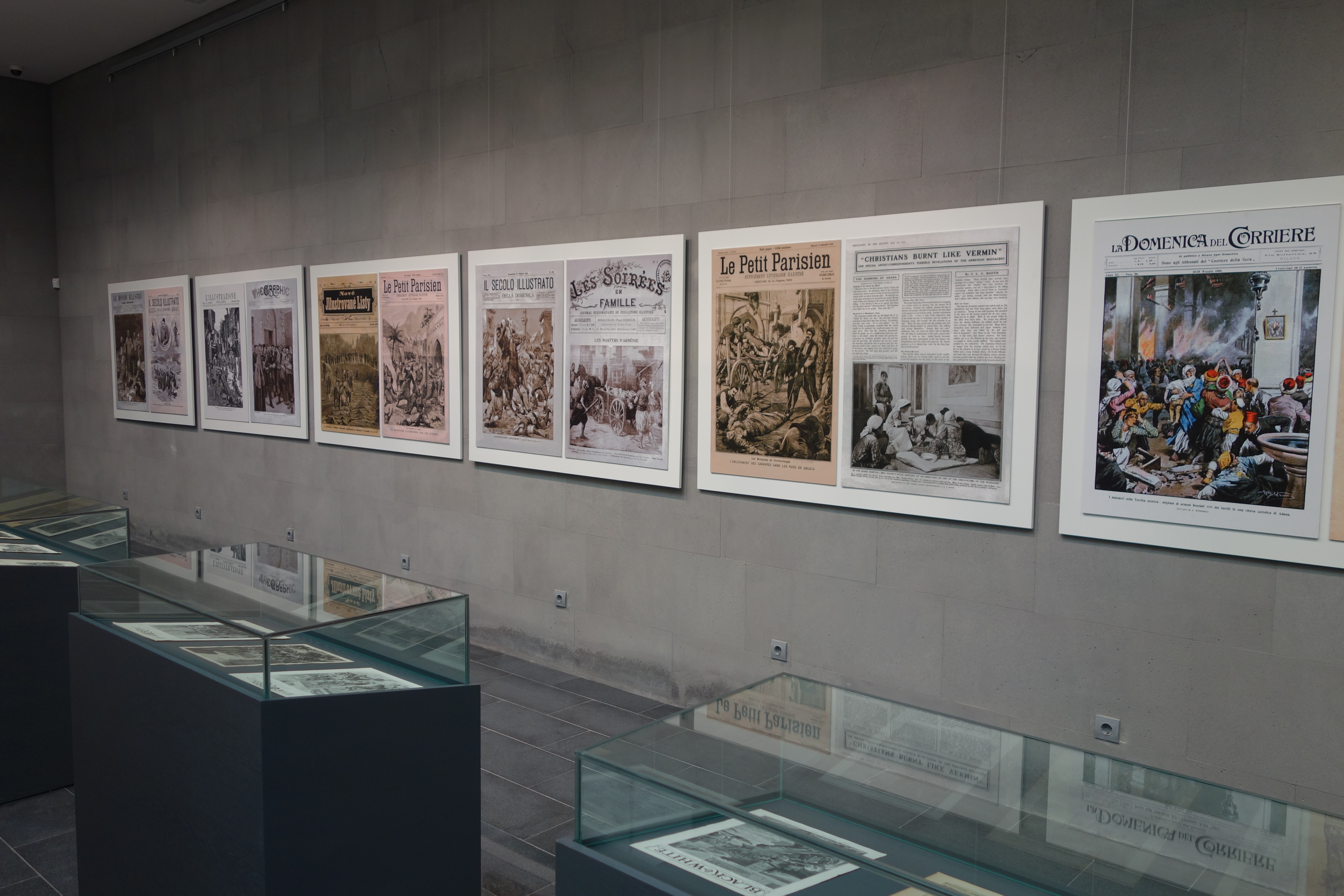
Wystawa stała w Muzeum Ludobójstwa Ormian w Erywanie
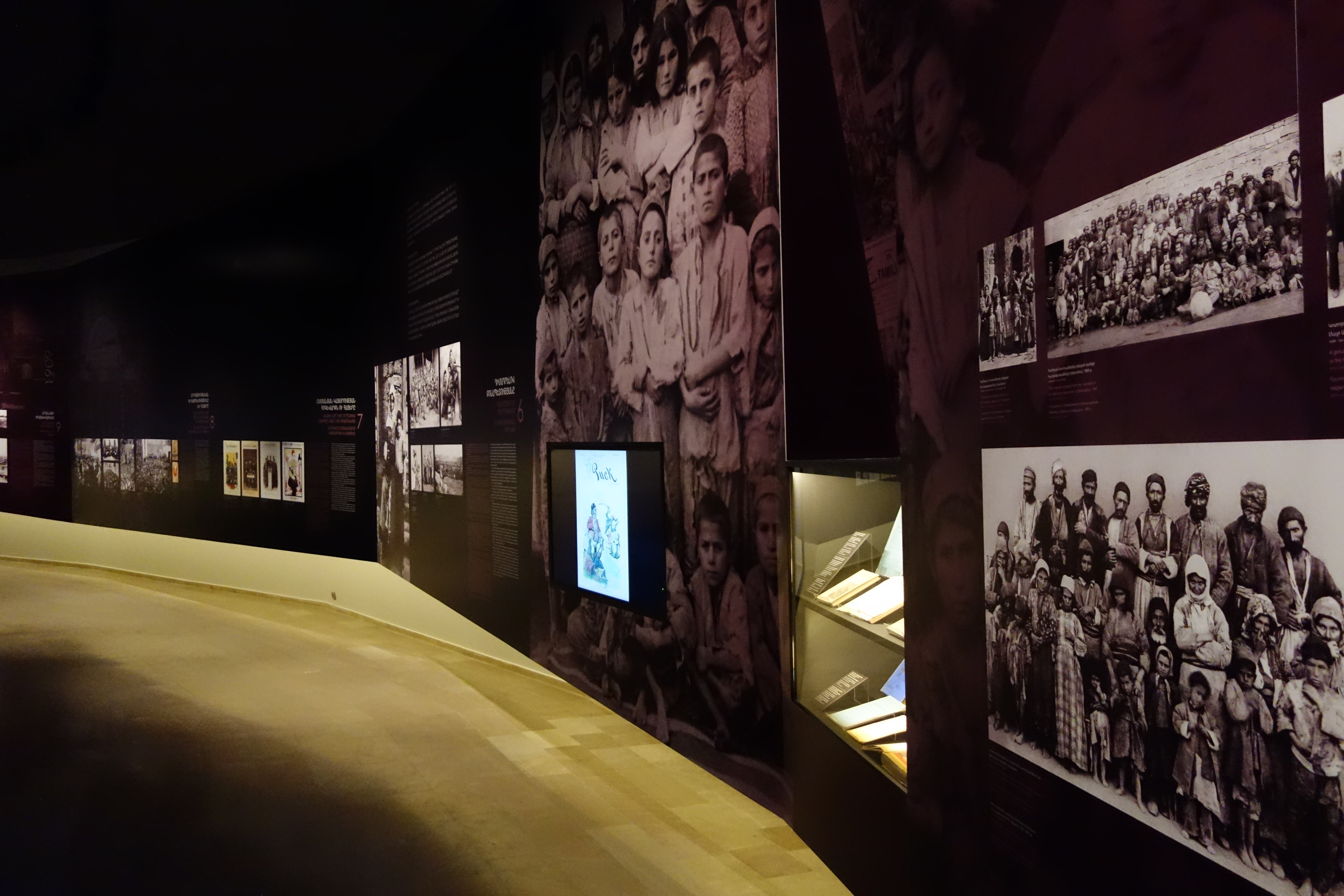
Wystawa stała w Muzeum Ludobójstwa Ormian w Erywanie
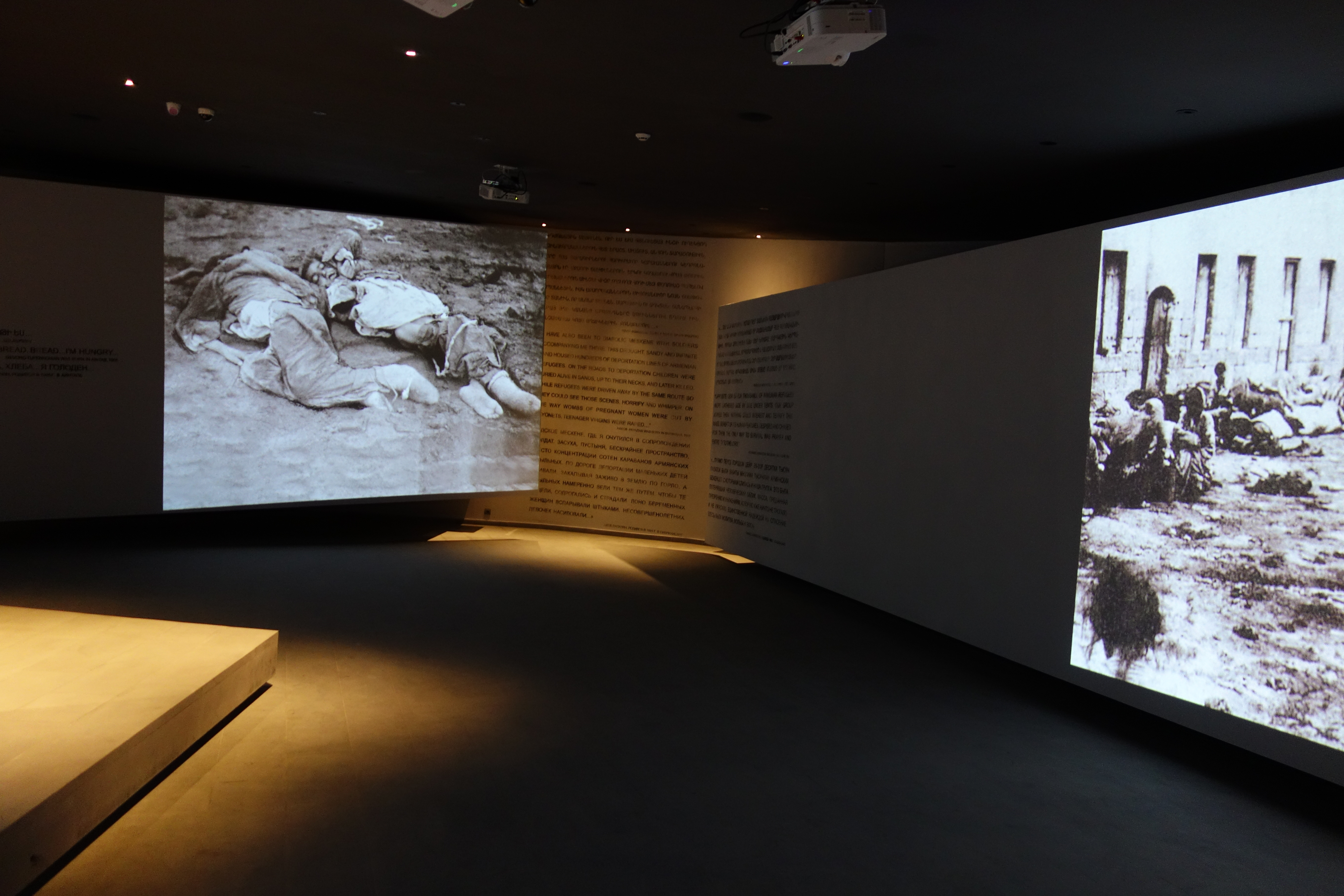
Wystawa stała w Muzeum Ludobójstwa Ormian w Erywanie
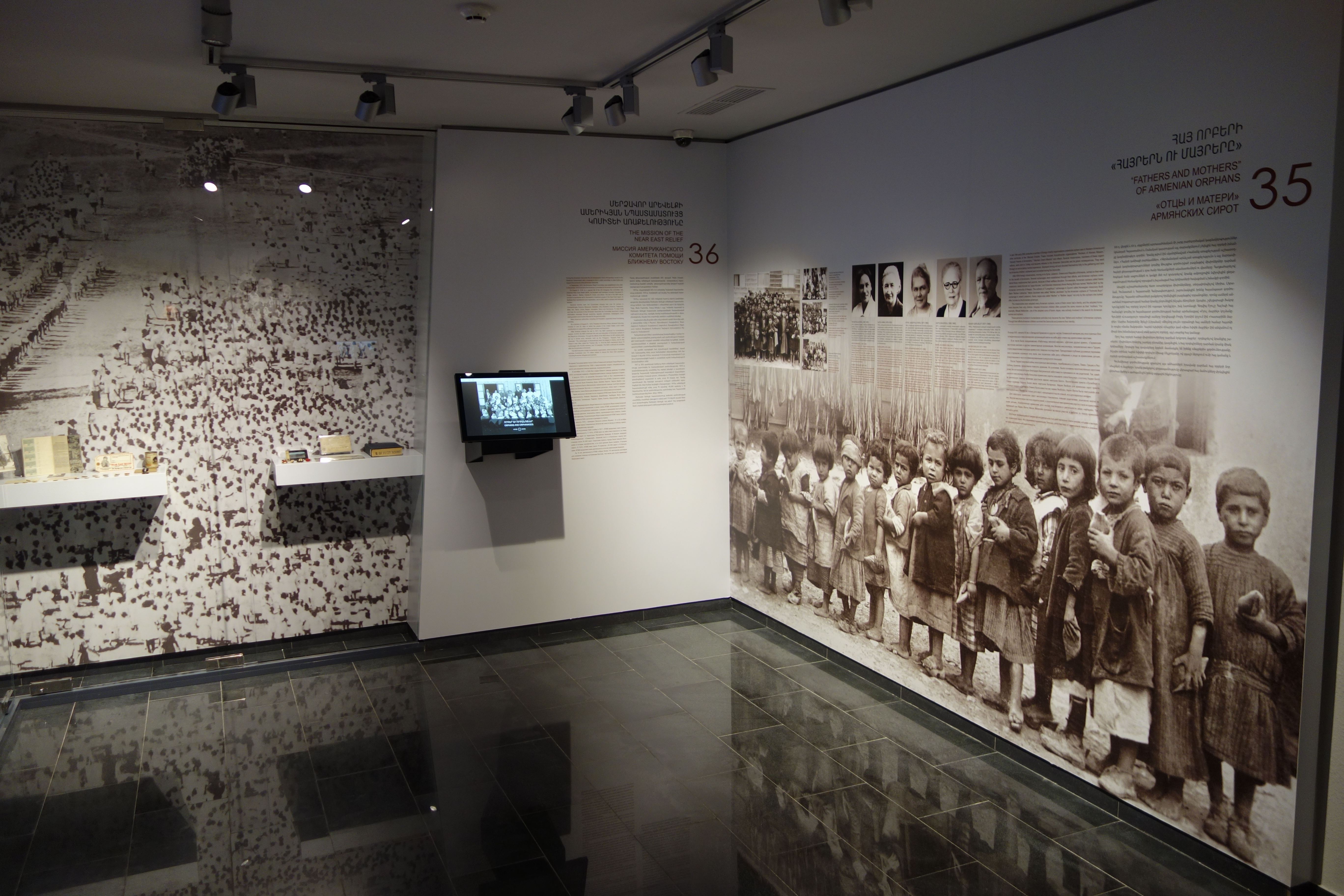
Wystawa stała w Muzeum Ludobójstwa Ormian w Erywanie